# Point Pleasant (Nova Jérsia)
Point Pleasant é um distrito localizado no estado americano de Nova Jérsei, no Condado de Ocean.

## Demografia
Segundo o censo americano de 2000, a sua população era de 19.306 habitantes.
Em 2006, foi estimada uma população de 19.882, um aumento de 576 (3.0%).

## Geografia
De acordo com o United States Census Bureau tem uma área de
10,8 km², dos quais 9,2 km² cobertos por terra e 1,6 km² cobertos por água. Point Pleasant localiza-se a aproximadamente 3 m acima do nível do mar.

## Localidades na vizinhança
O diagrama seguinte representa as localidades num raio de 8 km ao redor de Point Pleasant.